# Xanthorhoe decrepitata
Xanthorhoe decrepitata là một loài bướm đêm trong họ Geometridae.